# Dario Šits
Dario Šits, né le 4 février 2004 à Kuldīga en Lettonie, est un footballeur international letton. Il évolue au poste d'avant-centre au Parme Calcio.

## Carrière

### En club
Né à Kuldīga en Lettonie, Dario Šits est formé par le FK Metta avant de rejoindre l'Italie lors de l'été 2020 pour poursuivre sa formation au Parme Calcio. Recruté pour jouer avec l'équipe des moins de 17 ans du club, il est rapidement surclassé avec les moins de 18 ans avant d'intégrer l'équipe de Primavera lors de la saison 2021-2022 où il s'illustre sous les ordres de l'équipe dirigée par Cesare Beggi. Il est alors repéré par Giuseppe Iachini, l'entraîneur de l'équipe première, qui décide de l'intégrer à son effectif.
C'est donc avec Parme qu'il fait ses débuts en professionnel, le 2 mars 2022, lors d'une rencontre de Serie B face à l'AC Monza. Directement titularisé aux côtés d'Adrian Benedyczak à la pointe de l'attaque parmesane, il voit son équipe faire match nul (1-1 score final).
Le 24 août 2023, Dario Šits est prêté pour une saison à la SPAL.
Le 18 juillet 2024, Dario Šits prend la direction des Pays-Bas et du Helmond Sport, qu'il rejoint sous la forme d'un prêt d'une saison, avec option d'achat.

### En sélection
Dario Šits représente l'équipe de Lettonie des moins de 17 ans, jouant au total deux matchs en 2020 et marquant un but.
Dario Šits est convoqué pour la première fois avec l'équipe nationale de Lettonie en octobre 2024. Il honore sa première sélection lors de ce rassemblement le 10 octobre 2024, contre la Macédoine du Nord. Il entre en jeu à la place de Vladislavs Gutkovskis et son équipe est battue par trois buts à zéro,. Šits inscrit son premier but dès sa deuxième sélection, le 13 octobre 2024 contre les îles Féroé. Buteur trois minutes après sen entrée en jeu à la place de Jānis Ikaunieks, il permet à son équipe d'égaliser (1-1 score final),.